# Estación Las Viñas
Las Viñas, es una estación ubicada en la comuna chilena de Renaico de la Región de la Araucanía, que es parte de la Línea Troncal Sur. Actualmente no existen servicios que se detengan en esta estación.

## Historia
La estación aparece a partir de la extensión de la Red Sur de ferrocarriles desde estación Renaico hasta estación Victoria; esta estación fue terminada con el tramo entre Renaico y estación Collipulli en febrero de 1888.
Desde su construcción hasta mediados de la década de 1960, la estación prestó servicios de pasajeros. Actualmente la estación no presta ningún servicio, no posee andenes o algún tipo de infraestructura.